# Benedetto Del Re
Benedetto Del Re (Sammichele di Bari, 28 ottobre 1905 – Carbonara di Bari, maggio 1981) è stato un calciatore e allenatore di calcio italiano, di ruolo difensore.

## Carriera

### Giocatore
Cresciuto nell'Acquavivese e passato successivamente al Molfetta, debutta in Serie B con il Foggia nel 1933-1934, disputando tre campionati cadetti per un totale di 54 presenze.
Negli anni successivi gioca in Serie C con le maglie di Rimini, Perugia, Teramo, Scafatese e infine Castellana.

### Allenatore
Allenò Teramo, Paganese, Melfi e Liberty, per una stagione ciascuno.

## Palmarès

### Giocatore

#### Competizioni nazionali
- Prima Divisione: 1

Foggia: 1932-1933